# Лаонс
Лао́нс (фр. Lahonce) — коммуна во Франции, находится в регионе Аквитания. Департамент — Атлантические Пиренеи. Входит в состав кантона Нив-Адур. Округ коммуны — Байонна.
Код INSEE коммуны — 64304.

## География

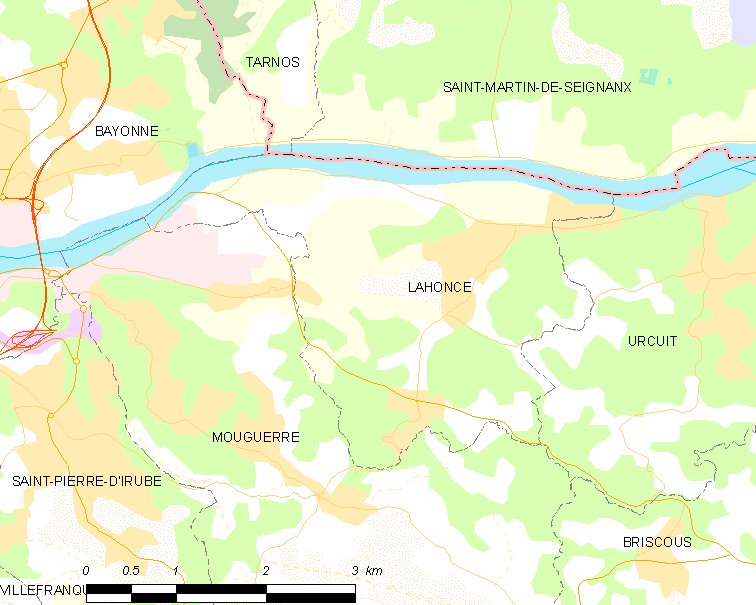
Карта коммуны

Коммуна расположена приблизительно в 670 км к юго-западу от Парижа, в 165 км юго-западнее Бордо, в 85 км к западу от По.
На севере коммуны протекает река Адур.

### Климат
Климат тёплый океанический. Зима мягкая, средняя температура января — от +5°С до +13°С, температуры ниже −10 °C бывают редко. Снег выпадает около 15 дней в году с ноября по апрель. Максимальная температура летом порядка 20-30 °C, выше 35 °C бывает очень редко. Количество осадков высокое, порядка 1100 мм в год. Характерна безветренная погода, сильные ветры очень редки.

## Население
Население коммуны на 2010 год составляло 2066 человек.
| 1962 | 1968 | 1975 | 1982 | 1990 | 1999 | 2010 |
| ---- | ---- | ---- | ---- | ---- | ---- | ---- |
| 581  | 616  | 820  | 1124 | 1496 | 1885 | 2066 |

## Администрация
| Период | Период | Фамилия           | Партия       | Примечания |
| ------ | ------ | ----------------- | ------------ | ---------- |
| 1977   | 1995   | Брюно Гиньар      |              |            |
| 1995   | 2001   | Жан-Батист Ландар |              |            |
| 2001   | 2008   | Франсуа Биуа      |              |            |
| 2008   | 2020   | Пьер Гийемотонья  | Разные левые |            |

## Экономика
В 2010 году среди 1414 человек трудоспособного возраста (15-64 лет) 1015 были экономически активными, 399 — неактивными (показатель активности — 71,8 %, в 1999 году было 70,9 %). Из 1015 активных жителей работали 950 человек (505 мужчин и 445 женщин), безработных было 65 (27 мужчин и 38 женщин). Среди 399 неактивных 135 человек были учениками или студентами, 174 — пенсионерами, 90 были неактивными по другим причинам.

## Достопримечательности
- Церковь Нотр-Дам (XII век). Исторический памятник с 1925 года[4]

## Фотогалерея

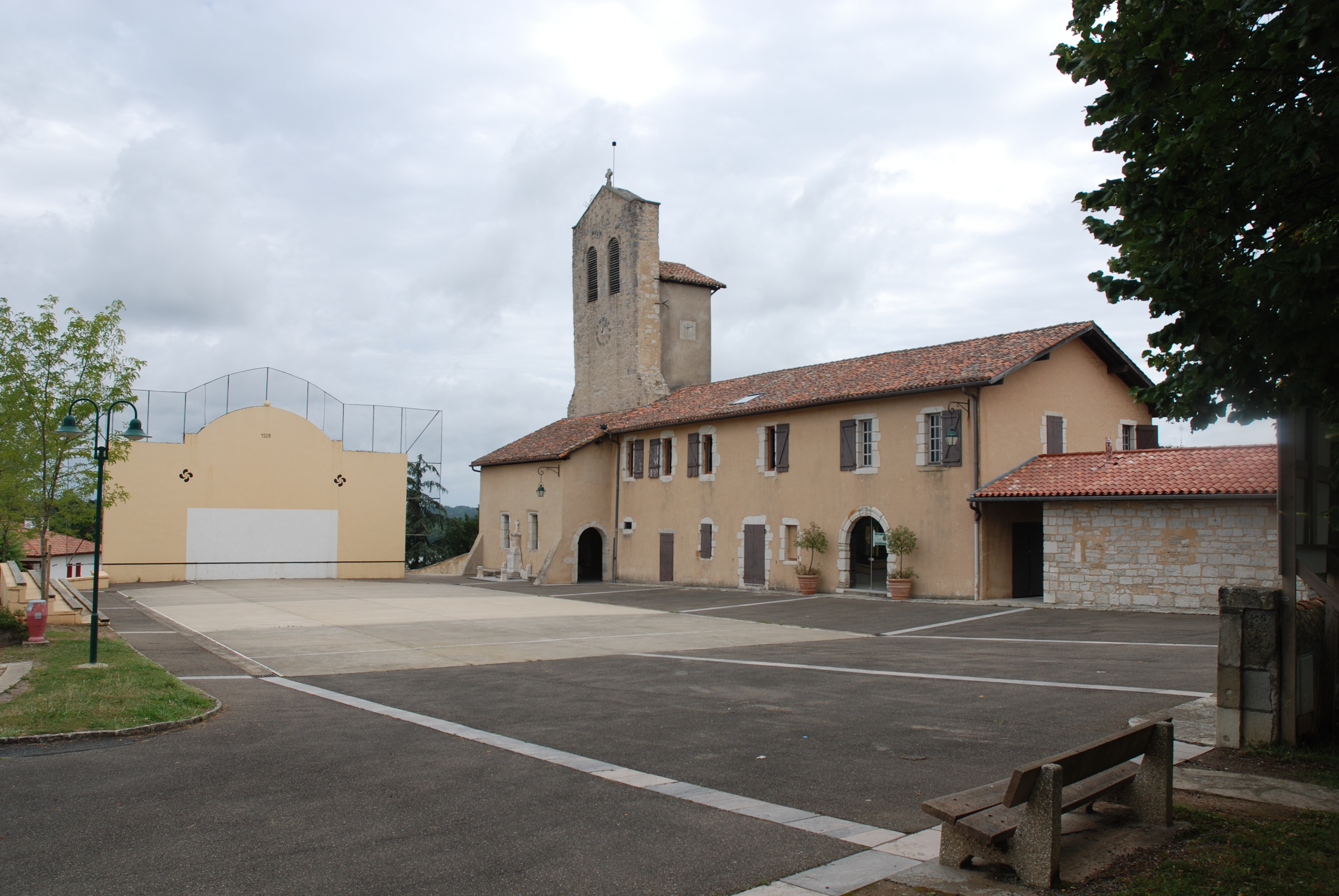
Церковь Нотр-Дам и фронтон (площадка для игры в пелоту)
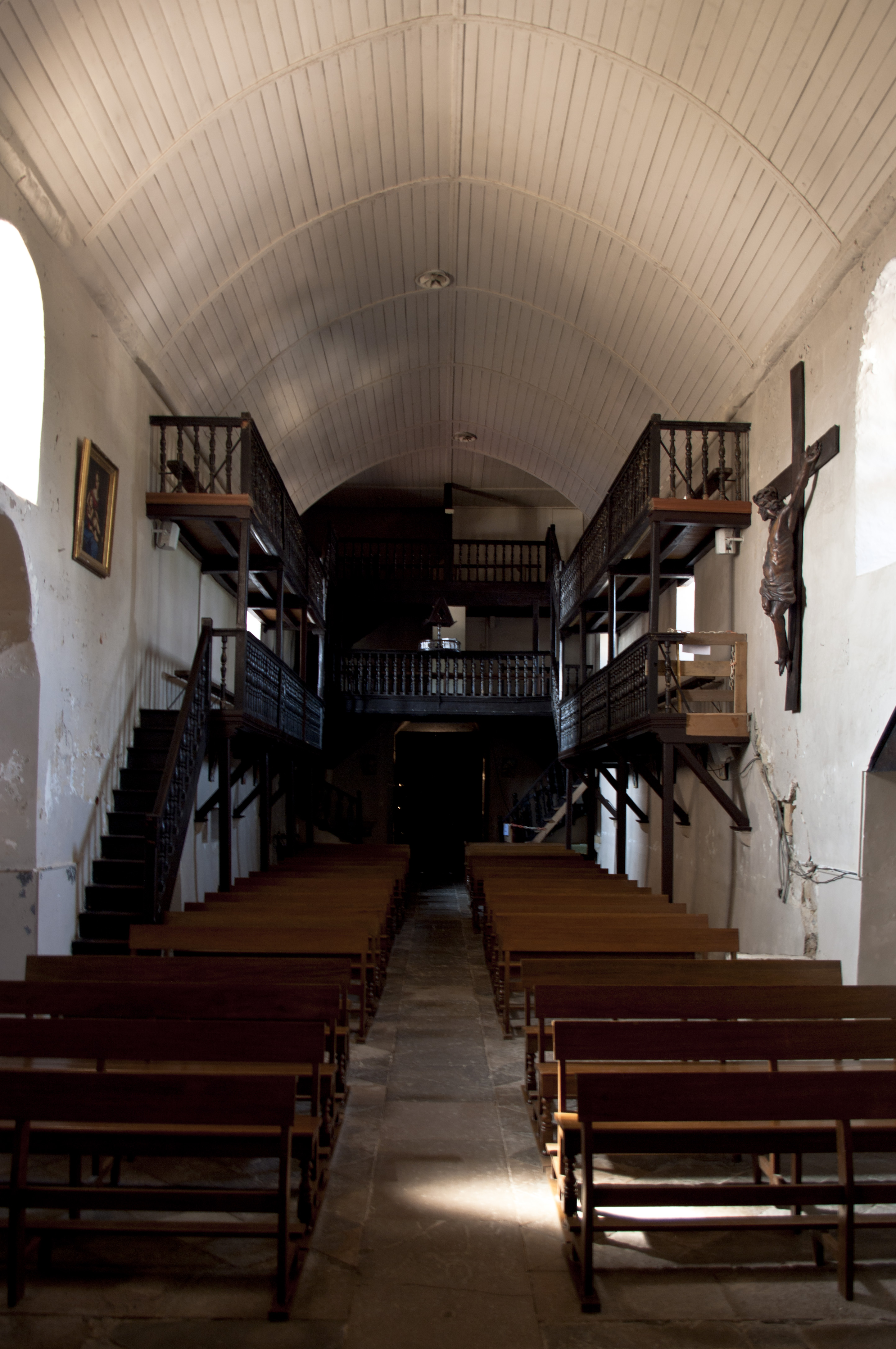
Интерьер церкви Нотр-Дам
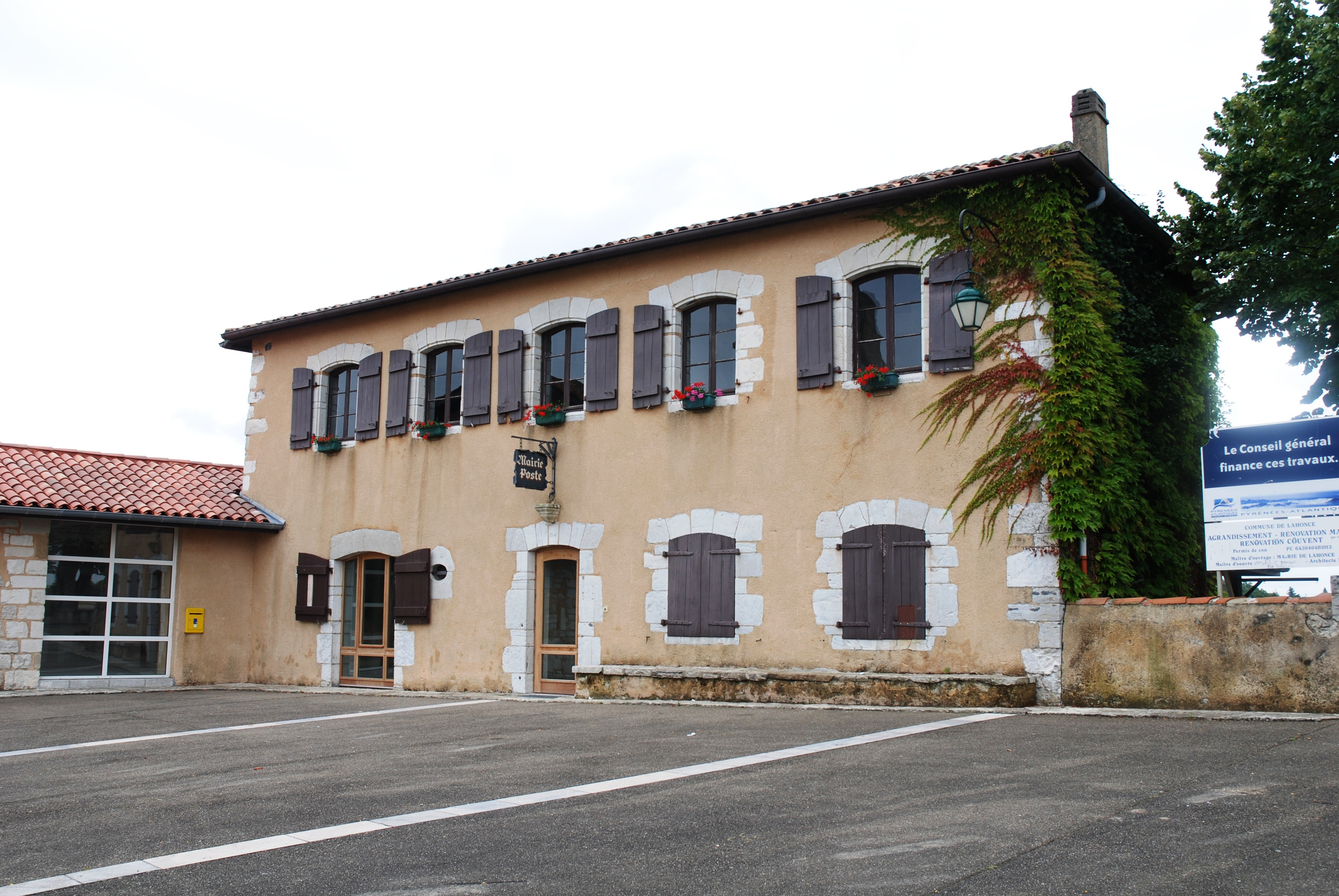
Мэрия
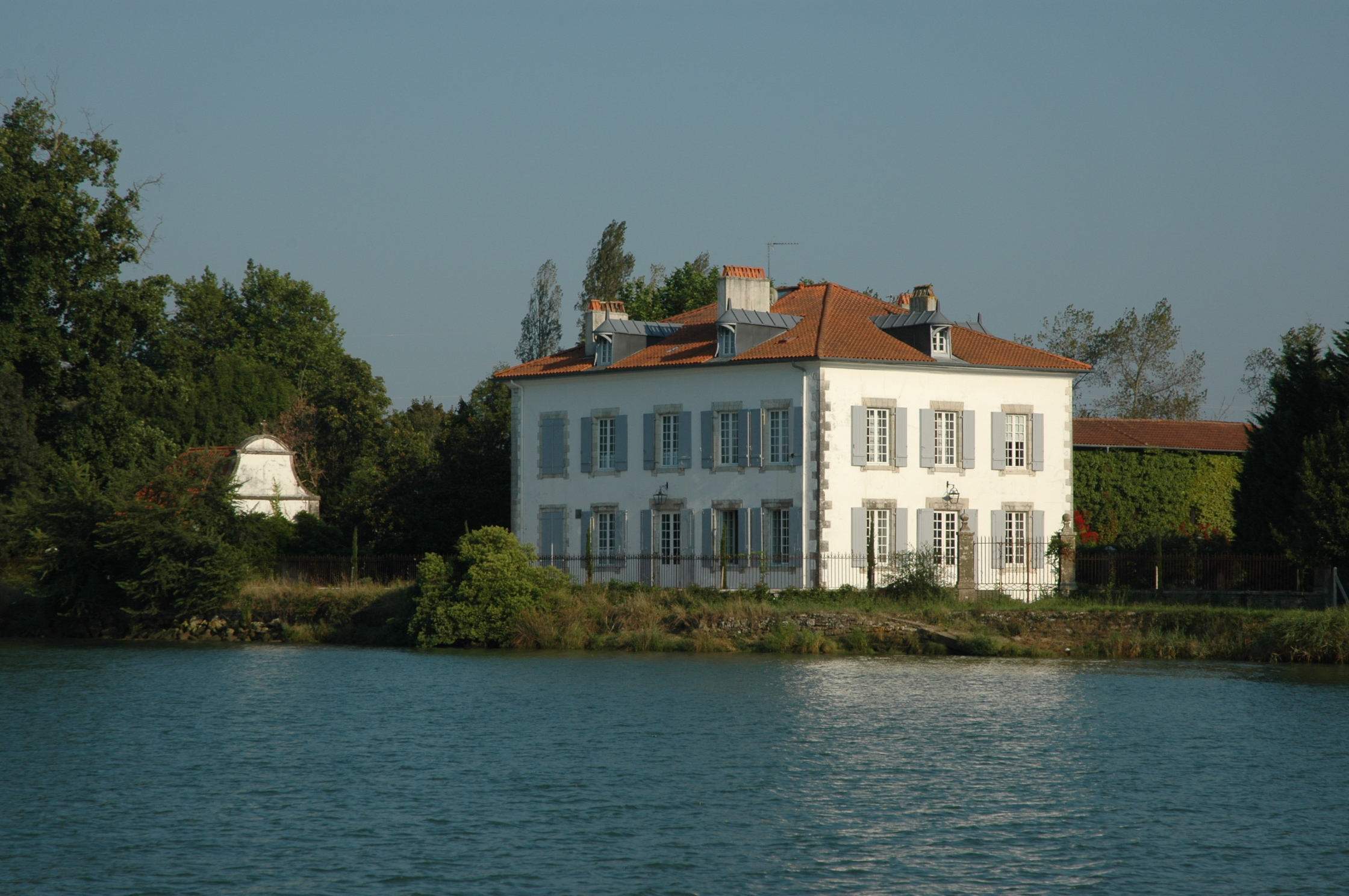
Река Адур
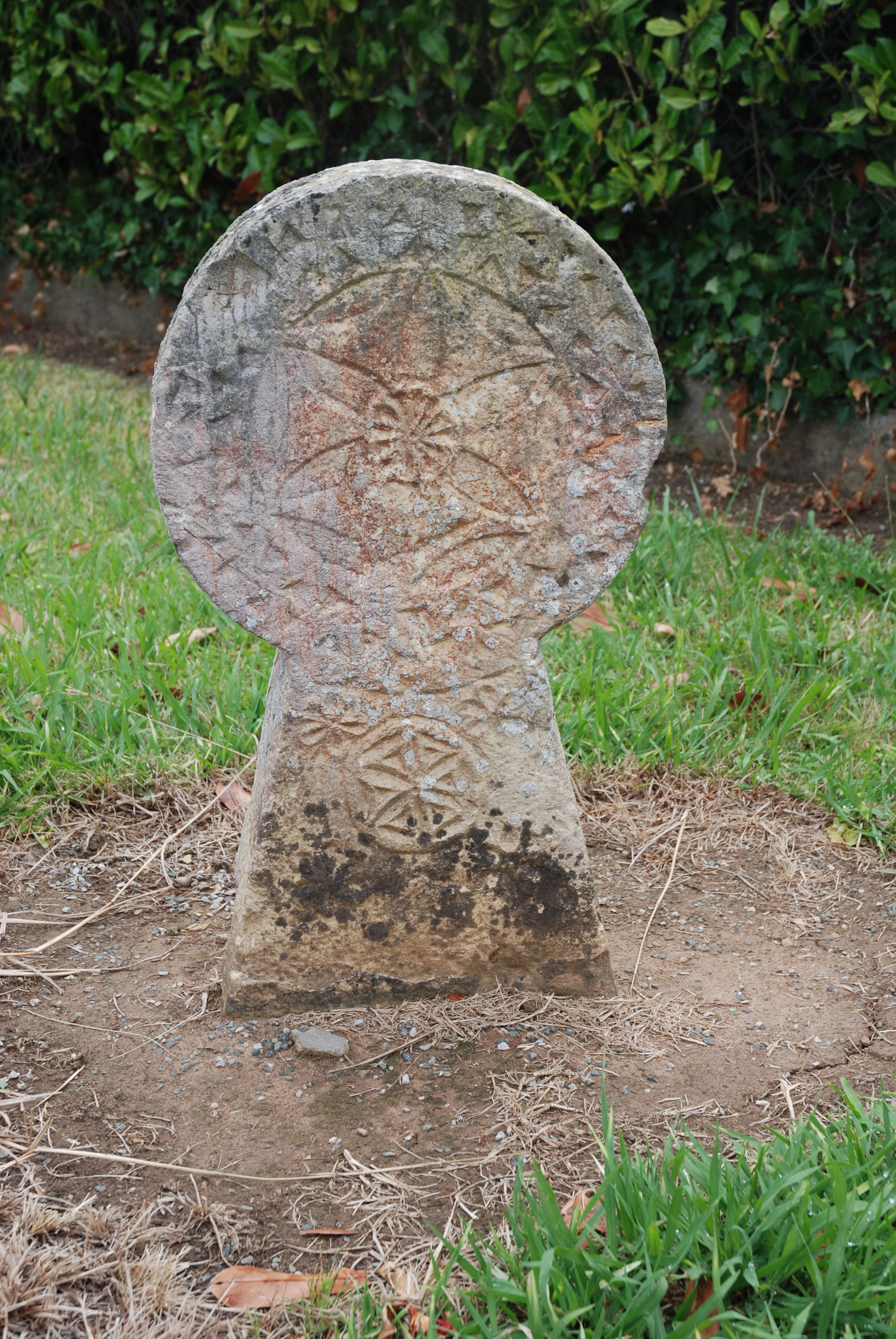
Баскская дискообразная стела
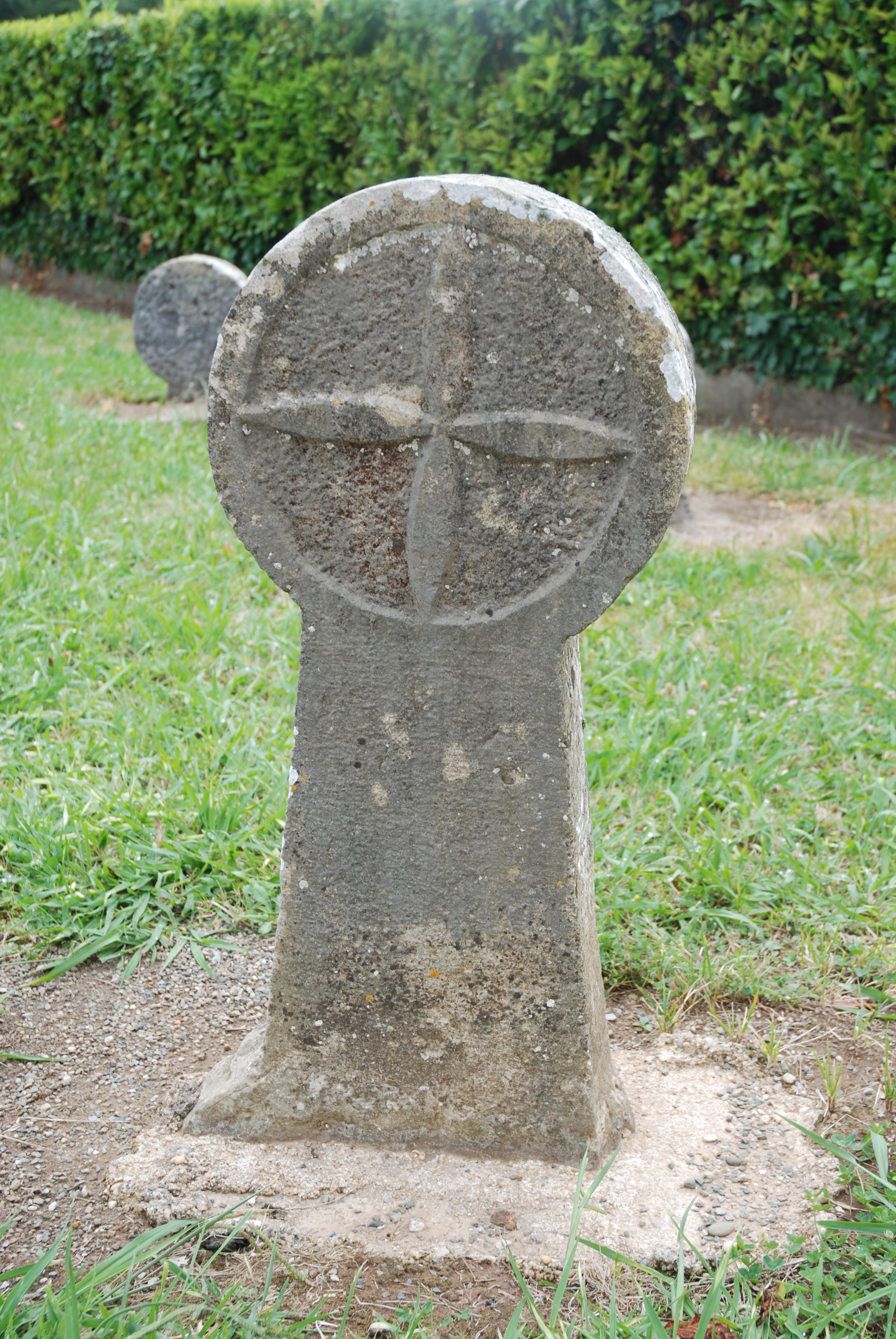
Баскская дискообразная стела